# ケビン・ジャクソン
ケビン・ジャクソン（Kevin Jackson、1964年11月25日 - ）は、アメリカ合衆国の男性レスリング選手、総合格闘家。ニューヨーク州ハイランドフォールズ出身。バルセロナオリンピック男子フリースタイル82kg級金メダリスト。

## 来歴
アイオワ州立大学時代はレスリングで、NCAAディビジョン1のオールアメリカンに選出された。
1991年、レスリング世界選手権に出場し、男子フリースタイル82kg級で優勝を果たした。
1992年、バルセロナオリンピックに出場し、男子フリースタイル82kg級で金メダルを獲得した。
1995年、レスリング世界選手権に出場し、男子フリースタイル82kg級で優勝を果たした。

### 総合格闘技
1997年3月28日、総合格闘技デビュー戦となったExtreme Fightingでジョン・ローバーと対戦し、肩固めで一本勝ちを収めた。
1997年7月17日、UFC 14のミドル級（-91kg）トーナメント1回戦でトッド・バトラーと対戦し、パウンドでギブアップ勝ち。決勝戦でトニー・フリックランドと対戦し、チョークスリーパーで一本勝ちを収め優勝を果たした。
1997年12月21日、UFC Japanの世界ミドル級王座決定戦でフランク・シャムロックと対戦し、腕ひしぎ十字固めで一本負けを喫し王座獲得に失敗した。
2001年から2008年までレスリングアメリカ代表チームのコーチを務めた。

## 戦績
| 総合格闘技 戦績 | 総合格闘技 戦績 | 総合格闘技 戦績 | 総合格闘技 戦績 | 総合格闘技 戦績 | 総合格闘技 戦績 | 総合格闘技 戦績 |
| --------------- | --------------- | --------------- | --------------- | --------------- | --------------- | --------------- |
| 6 試合          | (T)KO           | 一本            | 判定            | その他          | 引き分け        | 無効試合        |
| 4 勝            | 0               | 4               | 0               | 0               | 0               | 0               |
| 2 敗            | 0               | 2               | 0               | 0               | 0               | 0               |

| 勝敗 | 対戦相手               | 試合結果                       | 大会名                                                  | 開催年月日     |
| ○    | サム・アドキンス       | 1R 4:21 腕ひしぎ十字固め       | Extreme Challenge 18                                    | 1998年5月15日  |
| ×    | ジェリー・ボーランダー | 1R 10:23 腕ひしぎ十字固め      | UFC 16: Battle in the Bayou                             | 1998年3月13日  |
| ×    | フランク・シャムロック | 1R 0:16 腕ひしぎ十字固め       | UFC Japan: Ultimate Japan 【UFC世界ミドル級王座決定戦】 | 1997年12月21日 |
| ○    | トニー・フリックランド | 1R 0:44 チョークスリーパー     | UFC 14: Showdown 【ミドル級トーナメント 決勝】          | 1997年7月17日  |
| ○    | トッド・バトラー       | 1R 1:27 ギブアップ（パウンド） | UFC 14: Showdown 【ミドル級トーナメント 1回戦】         | 1997年7月17日  |
| ○    | ジョン・ローバー       | 2R 1:12 肩固め                 | Extreme Fighting 4                                      | 1997年3月28日  |

## 獲得タイトル
- パンアメリカン競技大会 男子フリースタイル82kg級 優勝（1991年）
- レスリング世界選手権 男子フリースタイル82kg級 優勝（1991年）
- バルセロナオリンピック 男子フリースタイル82kg級 優勝（1992年）
- パンアメリカン競技大会 男子フリースタイル82kg級 優勝（1995年）
- レスリング世界選手権 男子フリースタイル82kg級 優勝（1995年）
- UFC 14ミドル級トーナメント 優勝（1997年）